# Stübbeken
Stübbeken ist ein Stadtteil von Iserlohn im Sauerland und liegt am nördlichen Rand von Letmathe. Vor der kommunalen Gebietsreform am 1. Januar 1975 (Sauerland/Paderborn-Gesetz) gehörte die Ortschaft zur bis dahin selbstständigen Stadt Letmathe. Ende 2024 hatte Stübbeken zusammen mit Grürmannsheide 1125 Einwohner.
Stübbeken ist über die B 236 an das überregionale Straßennetz angebunden. Eine Busverbindung besteht in Richtung Lasbeck über Letmathe Bahnhof und nach Ergste.
Stübbeken ist nicht zu verwechseln mit dem nahe gelegenen Ortsteil Stübecken der Stadt Hemer.